# ムラデン・デヴェタク
ムラデン・デヴェタク（セルビア語: Младен Деветак, Mladen Devetak、1999年3月12日 - ）は、セルビアとクロアチアのサッカー選手。ポジションはDF。

## クラブ歴
ノヴィ・サドに生まれ、地元のFKヴォイヴォディナ・ノヴィ・サドの下部組織に在籍した。2017年5月21日にトップチームデビューを記録し、翌月に4年のプロ契約を締結した。その後、FK ČSKピヴァラ、FKカベルに期限付き移籍した後、ヴォイヴォディナに復帰した。
2022年8月5日にセリエB昇格組のパレルモFCに3年契約で完全移籍した。2023年1月4日、USヴィテルベーゼ1908に期限付き移籍した。2023年7月13日、NKイストラ1961に期限付き移籍した。
2024年8月2日、HNKリエカに移籍した。

## 代表歴
セルビアU-17代表としてUEFA U-17欧州選手権2016に参加した。